# بهشت (فیلم ۲۰۱۴)
«بهشت» (انگلیسی: Eden) یک فیلم فرانسوی در سبک درام است که در سال ۲۰۱۴ منتشر شد. از بازیگران آن می‌توان به آرسینه خانجیان، پولین اتین و گلشیفته فراهانی اشاره کرد.

## موضوع فیلم
فیلم درباره ظهور و سقوط یک دی‌جی است که پیشگام موسیقی هاوس فرانسوی است.